# 卡爾貝克河
54°05′18″N 12°09′15″E / 54.0882°N 12.1543°E
卡爾貝克河（德語：Carbäk），是德國的河流，位於該國東北部，由梅克倫堡-前波美拉尼亞州負責管轄，屬於瓦爾諾河的支流，河道全長18公里，河口處在羅斯托克。